# Pompu
Pompu è un comune italiano di 214 abitanti della provincia di Oristano in Sardegna, nella regione dell'Alta Marmilla.

## Origini del nome
La parola Pompu potrebbe derivare dal latino Pòmpa che significa corteo. In antichità,  intorno ad un piccolo santuario dedicato a Santa Maria di Monserrato, si svolgevano manifestazioni religiose che attiravano molte persone provenienti da vicino e da lontano. In seguito, ai piedi del santuario, cominciò a formarsi un gruppo di case con una piccola popolazione; questi abitanti furono considerati i custodi della chiesa e preparatori dell'annuale Pompa. Essi furono chiamati Pompesi, ed il loro paese fu detto Pompu.

## Storia
L'area fu abitata in epoca prenuragica, nuragica e romana per la presenza nel territorio di alcuni siti archeologici, tra cui domus de janas e nuraghi.
Le prime documentazioni scritte risalgono al 1388.
Nel Medioevo appartenne al Giudicato di Arborea, e fece parte della curatoria di Parte Montis. 
Alla caduta del giudicato (1420) entrò a far parte del Marchesato di Oristano, e alla definitiva sconfitta degli arborensi (1478) passò sotto il dominio aragonese e fu incorporato nell'Incontrada di Parte Montis, occupato dalle truppe del feudatario di Quirra Berengario Bertran Carroz, che sposando Eleonora Manriquez ne ottenne ufficialmente dal re il controllo fino all'estinzione dei Bertran Carroz nel 1511.
I primi riferimenti storici di Pompu risalgono all'anno 1576.
Nel 1603 fu incorporato nel marchesato di Quirra, feudo prima dei Centelles fino al 1670, poi (dal 1766) degli Osorio de la Cueva. Il paese fu riscattato agli ultimi feudatari nel 1839, con la soppressione del sistema feudale.
Nell'Ottocento il paese di Pompu aveva un'economia ricca e vivace, infatti aveva quattro mulini situati lungo il fiume "Riu de Pompu". In varie case di Pompu esistono ancora oggi macine per la lavorazione del grano. In una vecchia abitazione si trova anche un antico frantoio per la lavorazione delle olive, risalente ai primi anni dell'Ottocento.
Nel 1927 il comune di Pompu viene accorpato per regio decreto ai comuni di Siris e Masullas, per recuperare la propria autonomia amministrativa nel 1961.

### Simboli
Lo stemma e il gonfalone del comune di Pompu sono stati concessi con decreto del presidente della Repubblica del 2 febbraio 2007.
Il gonfalone è un drappo di giallo.

## Monumenti e luoghi d'interesse
Una risorsa molto importante di questo paese sono gli scavi archeologici di “Prabanta”. Il sito è molto ampio e la forma polilobata del nuraghe rivela l'importanza che aveva in passato. In questo sito archeologico si possono trovare molte particolarità come il frantoio Murranca dell'Ottocento, i mulini in pietra, i portali con arco lavorato e l'antica chiesa di San Sebastiano.
Nel territorio di Pompu sono presenti due importanti aree archeologiche del periodo nuragico:
- Area archeologica di "Su Laccu e su Meli"
- Insediamento nuragico di Santu Miali

## Società

### Evoluzione demografica
Abitanti censiti

### Lingue e dialetti
La variante del sardo parlata a Pompu è il campidanese occidentale.

## Cultura
Il nome di questo paese viene utilizzato, in numerose varianti dialettali della lingua sarda, nell'esclamazione "A casin'e Pompu" per indicare un luogo lontano e sperduto.

## Amministrazione
| Periodo        | Periodo        | Primo cittadino | Partito                                           | Carica  | Note  |
| -------------- | -------------- | --------------- | ------------------------------------------------- | ------- | ----- |
| 10 giugno 2018 | 29 maggio 2023 | Moreno Atzei    | Lista civica "New Pompu - Unione giovani pompesi" | Sindaco | [ 6 ] |
| 29 maggio 2023 | in carica      | Moreno Atzei    | Lista civica "New Pompu - Unione giovani pompesi" | Sindaco | [ 7 ] |